# Wolfgang Burgdorf
Wolfgang Burgdorf (* 26. Dezember 1962 in Salzkotten, Ostwestfalen) ist ein deutscher Historiker.

## Leben
Wolfgang Burgdorf studierte von 1984 bis 1990 Geschichte, Sozialwissenschaft, Politikwissenschaft, Philosophie und Pädagogik an der Ruhr-Universität Bochum. 1991 arbeitete er als Wissenschaftlicher Assistent für Mittelalterliche Geschichte an der Universität Hamburg. Von 1992 bis 1993 war Burgdorf als Stipendiat des Instituts für Europäische Geschichte an der Johannes Gutenberg-Universität Mainz. Von 1994 bis 1995 war er Assistent für Neuere Geschichte in Bochum, wo er 1995 bei Winfried Schulze promovierte. Von 1996 bis 2004 war Burgdorf Wissenschaftlicher Mitarbeiter am Historischen Seminar der Ludwig-Maximilians-Universität München. Dort wurde er 2005 habilitiert. Seit 2013 ist er außerplanmäßiger Professor für Neuere Geschichte an der LMU München. Er ist Mitglied der Vereinigung für Verfassungsgeschichte.

## Forschung und Positionen zumHeiligen Römischen Reich Deutscher Nation
Wolfgang Burgdorf verfasste seine Dissertation zum Thema Reichskonstitution und Nation. Verfassungsreformprojekte für das Heilige Römische Reich Deutscher Nation im politischen Schrifttum von 1648 bis 1806. Er beschäftigt sich mit der Frage, welche Stellung das Heilige Römische Reich Deutscher Nation in der Geschichte deutscher Staatlichkeit hat. Burgdorf verweist auf die mit dem Alten Reich verbundenen positiven Traditionen in der deutschen Geschichte, wie Föderalismus, Rechtsstaatlichkeit und kulturelle Vielfalt. Zudem plädiert er dafür, das frühneuzeitliche deutsche Reich gemäß der damaligen Selbst- und Fremdwahrnehmung als Staat der deutschen Nation zu betrachten. Er sieht das Reich jedoch nicht als modernen Staat, sondern als frühneuzeitlichen zusammengesetzten Staat, ähnlich wie die seinerzeitige Schweiz, die Niederlande oder Polen, ein Gesamtstaat, der je nach Bedarf für seine Glieder im unterschiedlichen Graden subsidiär tätig wurde. Dietmar Willoweit schrieb 2004 über Burgdorfs Dissertation: „Das Buch von Wolfgang Burgdorf wird in der Literatur über die Spätzeit des Heiligen Römischen Reichs den Platz eines Standardwerkes zu seinem Thema behaupten“.
1999 erschien sein Werk Chimäre Europa. Antieuropäische Diskurse in Deutschland (1648–1999). Er fragt darin nach antieuropäischem Denken insbesondere bereits in der Frühen Neuzeit. Er stellt darin die These auf, dass anders als bislang behauptet das Alte Reich 1806 nicht „sang- und klanglos“ untergegangen sei, sondern mit einem vernehmlichen Getöse, begleitet von Klagen der Zeitgenossen in allen Teilen Deutschlands. Die Reaktionen ließen sich mit Desorientierung, Entsetzen und dem Empfinden von Wut und Schmach beschreiben. Restriktionen der Kommunikation, Angst vor Spitzeln, die Erschießung des Verlegers Johann Philipp Palm, die Unterbrechung der Postverbindungen und die Schrecken eines neuen Krieges hätten jedoch die Klagen über den Untergang des Reiches erst erstickt und dann in weite Ferne gerückt. Ferner konstatiert er eine Tabuisierung des Reichsendes in der ersten Hälfte des 19. Jahrhunderts und gleichzeitige Versuche der Kompensation und Sublimierung des Reichsverlustes.

## Schriften (Auswahl)
Als Autor
- Reichskonstitution und Nation. Verfassungsreformprojekte für das Heilige Römische Reich Deutscher Nation im politischen Schrifttum von 1648 bis 1806. Von Zabern, Mainz 1998 (Dissertation, Universität Bochum, 1995), ISBN 3-8053-2499-5.
- „Chimäre Europa“. Antieuropäische Diskurse in Deutschland (1648–1999). Winkler, Bochum 1999, ISBN 3-930083-23-X.
- Ein Weltbild verliert seine Welt. Der Untergang des Alten Reiches und die Generation 1806. Oldenbourg, München 2006 (Auszüge bei Google Books), 2. Aufl. 2009, ISBN 978-3-486-58747-0.
- Friedrich der Große. Ein biografisches Porträt. Herder, Freiburg im Breisgau 2011, ISBN 978-3-451-06328-2.[4]
- Protokonstitutionalismus. Die Reichsverfassung in den Wahlkapitulationen der römisch-deutschen Könige und Kaiser. Vandenhoeck & Ruprecht, Göttingen 2015, ISBN 978-3-525-36085-9.

Als Herausgeber
- mit Arndt Brendecke: Wege in die Frühe Neuzeit. Werkstattberichte (= Münchener Universitätsschriften. Philosophische Fakultät für Geschichts und Kunstwissenschaften. Münchner Kontaktstudium Geschichte. Bd. 4). Ars Una, Neuried 2001, ISBN 3-89391-519-2.
- Johann Nikolaus Becker: Kritik der deutschen Reichsverfassung. 3 Bände. Olms-Weidmann, Hildesheim 2009, ISBN 978-3-487-13664-6; ISBN 978-3-487-13665-3; ISBN 978-3-487-13666-0.
- Die Wahlkapitulationen der römisch-deutschen Könige und Kaiser 1519–1792, Vandenhoeck & Ruprecht, Göttingen 2015, ISBN 978-3-525-36082-8.